# Fermo Corni
Fermo Corni (Modena, 1853 – Napoli, 12 dicembre 1934) è stato un imprenditore italiano.
Per lunghi anni presidente della Camera di Commercio di Modena, ha fondato tra fine '800 e inizio '900 diverse aziende: in particolare nel settore meccanico una fonderia che, al momento della sua morte nel 1934, dava lavoro a 450 dipendenti.
Ha inoltre istituito nel 1921 una scuola per la formazione di tecnici specializzati per la nascente industria meccanica. Da essa sono in seguito nati due istituti autonomi, l'Istituto tecnico industriale Fermo Corni e l'Istituto professionale Fermo Corni, ancora presenti a Modena.

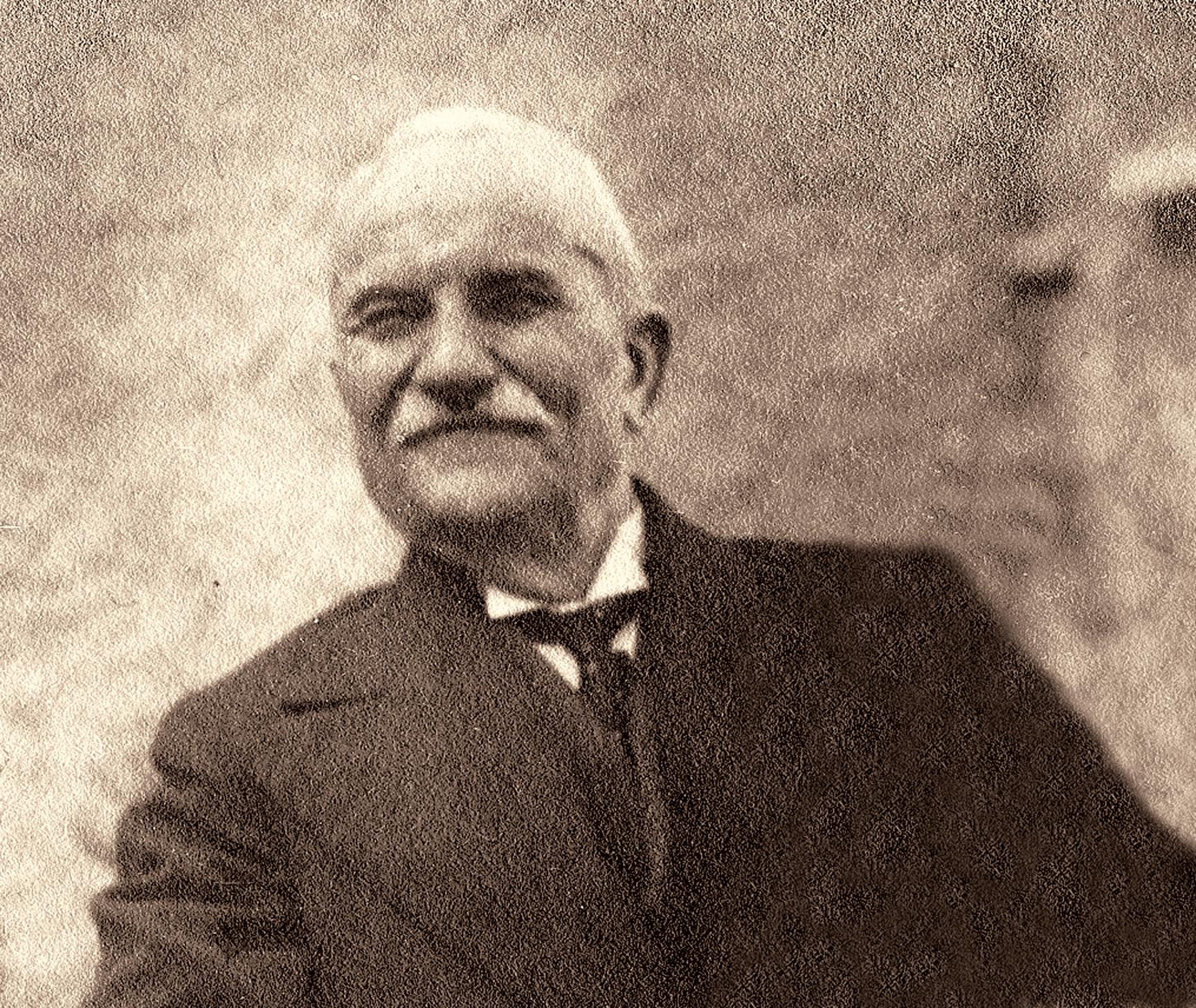
Fermo Corni, imprenditore e fondatore della Regia Scuola Popolare Operaia per Arti e Mestieri

## Biografia

### Gli inizi
Fermo Corni nacque nel 1853 nei pressi di Ponte Alto da una famiglia di origini contadine quando Modena era ancora ducale.
Conseguì il diploma di ragioniere a Reggio Emilia perché all'epoca a Modena le Scuole Tecniche di avviamento commerciale presenti dal 1864 erano comunali e non potevano di conseguenza rilasciare titoli di studio con valore legale.
Lavorò inizialmente in uno stabilimento enologico di Stradella in provincia di Pavia, poi alle dipendenze della Cirio, industria manifatturiera di trasformazione e conservazione di prodotti agricoli. Durante gli anni vissuti a Stradella ebbe modo di apprezzare il contributo che la concimazione produceva sui terreni agricoli aumentandone la fertilità. In Lombardia esistevano le prime due fabbriche di perfosfato, insufficienti tuttavia a coprire il fabbisogno nazionale.
Per questo, rientrato a Modena dopo la nascita nel 1883 del secondogenito Guido Corni, impiantò un'attività di commercio di concimi chimici per l'agricoltura importando dall'Inghilterra un vagone di perfosfato e adoperandosi per convincere gli agrari e i contadini dell'utilità del concime chimico in una terra come quella modenese per la quale ancora nel 1882 l'inchiesta agraria confermava un basso grado di fertilità. 
Lui stesso decise nel 1884 di aprire una fabbrica di perfosfati minerali a Borgo Panigale nei pressi di Bologna, la Ditta Corni, Lasciarfare & C., allargando via via la produzione con l'apertura di stabilimenti a Modena, Firenze Rifredi e Vicenza.
Da questo primo nucleo nacque l'Unione italiana consumatori e produttori di concimi e prodotti chimici; in seguito Corni cedette alla Montecatini i due stabilimenti di Modena e Bologna.

### La meccanica
A fine '800 Corni era già un industriale affermato anche se ancora legato al progresso agricolo mediante la chimica.
Con l'inizio del nuovo secolo cominciò ad orientare i propri interessi industriali nel settore meccanico: nell'agosto del 1907 inaugurò una fabbrica di ferramenta, Fabbrica Modenese Utensileria e Ferramenta Corni Bassani & C., nella zona della Sacca a Modena, per la produzione di pedivelle per biciclette, pattini a rotelle, chiavarde per ferrovie. Dopo poco l'impresa cominciò a produrre anche serrature e chiavi in serie, ma per la lavorazione fu necessario installare un forno per la fusione della ghisa malleabile.
Nel giro di pochi anni il numero degli operai passò da 50 a 300 e Modena ebbe il monopolio in Italia delle serrature, non essendo presenti altre aziende con tale produzione sul territorio nazionale.
Nel 1910 Fermo Corni viene insignito dell'onorificenza di Cavaliere del lavoro.
La fabbrica nel 1921 assunse il nome di Fabbrica Italiana Serrature Corni & C. con un capitale sociale che arrivava ad un milione di lire suddiviso in azioni da £.100.

### Carriera pubblica
Intanto l'industriale Fermo Corni diventa presidente dal 1901 al 1927 della Camera di Commercio di Modena.
Durante la prima guerra mondiale (1915 - 1918), in qualità di presidente del Consorzio degli approvvigionamenti, con un'accorta politica alimentare, contrastò il fenomeno del mercato nero.
Nel 1917 fa presente al sindaco di Modena, Gambigliani Zoccoli, la necessità di costruire una scuola con aule e laboratori in grado di preparare manodopera specializzata e tecnici qualificati.
Si avviarono le pratiche per l'istituzione della Regia Scuola Operaia Popolare che fu ufficialmente inaugurata nel 1921.
Fu presidente dell'Università Popolare di Modena, tra i fondatori della locale Banca Popolare, e fu patrocinatore di molte iniziative industriali con partecipazioni societarie nel Berrettificio Pavarotti, nella fabbrica di concimi Montecatini, nella fabbrica di cremortartaro "T.Benassi" e nella azienda "Il Truciolo" di Carpi di cui fu anche vicepresidente.
Ricoprì cariche pubbliche nella Banca Popolare, nella Banca d'Italia, nella Cassa di Risparmio, fece parte della Giunta di vigilanza dell'Istituto Tecnico per Ragionieri "J. Barozzi", fu presidente onorario della “Corale Gioachino Rossini”, fu varie volte consigliere comunale ed insignito del Grande Ufficialato della Corona d'Italia.
A 81 anni si spense a Napoli, il 12 dicembre 1934, per una caduta accidentale mentre stava per imbarcarsi alla volta di Capri per una vacanza.
Dotato dalla natura di un ingegno robusto e vivace, di una volontà che non conosce ostacoli, di un intuito che onora la sua stirpe, quando altri o rodeva nell'ozio il patrimonio avito, o lo custodiva gelosamente chiuso negli scrigni, o domandava al proprio lavoro quel tanto che gli bastasse a vivere giorno per giorno, quando poche e tradizionali erano le nostre industrie, quando i bastioni che circondavano le case modenesi e ne escludevano l'aria e la luce, pareva che circondassero anche le menti dei cittadini e impedissero loro di vedere ed udire il fervente lavoro delle provincie, che erano nell'avanguardia del progresso italiano, osò gettare al destino il suo patrimonio ed entrare risolutamente nella via delle più
audaci iniziative. Aveva allora diciannove anni...e da questo momento l'attività di Fermo Corni non ha soste ed è sempre guidata dal concetto di liberare gli italiani dal tributo che essi pagavano agli stranieri acquistando presso di loro gli oggetti e i prodotti che o non prosperavano in patria o non vi potevano essere lavorati, e di accrescere la ricchezza nazionale cercando che gli stranieri scendessero da noi e cambiassero il loro oro col frutto delle nostre attività....
Tra le molte, bisogna rendere a Fermo Corni anche questa lode: di aver saputo trascegliere, delle industrie nostrane, quelle che erano destinate ad un sicuro successo... La lunga consuetudine e i frequenti contatti di Fermo Corni con gli operai gli permisero la via a penetrare assai addentro l'animo loro.....
L'opera di Fermo Corni fu continuata prima da suo figlio Guido, poi dagli eredi Ludovico Aggazzotti Cavazza e figli.

## L'economia modenese tra fine '800 e inizio '900, Fermo Corni e le Scuole Corni

### Il primo Novecento
Tra la fine dell'Ottocento e gli inizi del Novecento, Modena risentiva delle difficili condizioni politiche ed economiche che caratterizzavano l'Italia di allora. La situazione della popolazione era contrassegnata da scarsissima scolarizzazione e pessime condizioni sanitarie. L'economia modenese camminava molto pigramente. In tutta la provincia modenese povertà e indigenza erano una piaga che non si rimarginava mai: la situazione economico e sociale era talmente grave che fece peggiorare le condizioni di vita degli strati più poveri della popolazione. Infatti, il 60% degli occupati erano agricoltori che dovevano accontentarsi di salari di sussistenza (uno o, raramente, due lire per una dozzina d'ore di lavoro). Andava un po' meglio ad operai ed artigiani che, rispetto ai contadini, lavoravano più giorni all'anno. Ciò causò una grande emigrazione verso i centri abitati in cerca di paghe più elevate.
A fine Ottocento la situazione migliora e il territorio modenese si avvia ad una rinascita economica sviluppando commercio, esportazioni di prodotti e manufatti locali sempre più numerosi con l'ausilio di macchine che sfruttavano vapore ed elettricità, ma si trascina dietro tanti squilibri storici: la manodopera è cresciuta di numero, e i pochi imprenditori sono restii ad avventurarsi nel mestiere di capitani d'industria e ad impegnarsi in spese ingenti per l'acquisto di macchinari che solo pochi sanno far funzionare. Manca la preparazione professionale e tecnica capace di utilizzare le nuove macchine e si deve ricorrere spesso ad esperti stranieri.

### La nascita della Scuola Corni
(1922 Mauro Mauri ne “Il Libro dell’Operaio”)

La sede della Regia Scuola Popolare per Arti e Mestieri "Fermo Corni" fu completata ed inaugurata nel 1921

Il primo istituto era sorto a Vicenza nel 1878 e consentiva il conseguimento del diploma di perito elettromeccanico. La scuola di Novara era nata nel 1885 per formare maestranze per le arti meccaniche e falegnami modellisti. L'istituto di Fermo preparava meccanici, elettricisti e periti elettrotecnici. L'ultimo, a Biella, nato nel 1911 proseguiva la tradizione che dal 1840 preparava i giovani per le industrie tessili. Bologna poteva vantare la scuola tecnica Aldini di Fisica e Chimica applicata e la Valeriani di disegno, nate entrambe nel 1838 con il preciso intento di sostituire il vecchio apprendistato di bottega. A questo primo tentativo non riuscito, era seguito nel 1878 l'Istituto Aldini-Valeriani per le Arti e i Mestieri con lo scopo di formare giovani operai meccanici, tecnici con professionalità polivalente e ad alta qualificazione. A Modena tali iniziative private ancora non c'erano state e intorno al 1870 la città era al 43-esimo posto per sviluppo industriale nella graduatoria nazionale.
Modena, quindi, non aveva una struttura industriale vera e propria, mancava di maestranze qualificate e di imprenditori non solo agrari, ma capaci di investire in nuovi settori. Il problema fu per la prima volta evidenziato nel 1917, in pieno periodo bellico, da uno studio della Camera di Commercio che sottolineava quanto fosse importante per la crescita del settore industriale modernizzare le piccole aziende e non incentivare soltanto i settori trainanti dell'agricoltura e zootecnia, capisaldi fino ad allora dell'economia modenese.
L'industriale Fermo Corni, presidente della Camera di Commercio in quel periodo, fu il primo convinto assertore anche di un altro problema:
Con questi presupposti propongo con forza l’istituzione di una Regia Scuola Popolare Operaia, una scuola che impartisca la cultura elementare professionale. […] Sono queste le scuole da cui debbono uscire le maestranze provette: i tecnici. Così, signor sindaco, m’è parso che ogni indugio sia da lasciare e che in questo momento storico convenga fare.»
Pertanto, per l'avvenire industriale della Provincia occorreva che l'operaio qualificato non si formasse più, come nel passato, solo nella bottega-officina, ma in una scuola adeguata alla riconversione industriale necessaria alla fine della guerra. Modena aveva bisogno non di "mastri" di bottega, ma di tecnici preparati. Grazie a questa lungimiranza nel 1921 nasce la Regia Scuola Operaia Popolare, attivata con i contributi degli Enti Locali, dello Stato e delle rendite della Fondazione Corni costituita appositamente nel 1917.

### Il periodo tra le due guerre
La crisi economica aumentò nel primo dopoguerra: la chiusura di botteghe artigiane e la fine delle commesse statali contribuirono ad aumentare la disoccupazione tanto che nel 1921 in tutta la provincia c'erano 11.000 disoccupati tra città e campagna. Negli stessi anni ben 16.000 su 400.000 abitanti del territorio provinciale emigrarono altrove. Il carovita era alle stelle, i prezzi dei generi alimentari erano saliti in media del 500%.
La vitalità del settore agricolo, agevolato dalla politica agraria del fascismo, influì positivamente sulla produzione di macchine ormai indispensabili per un'agricoltura moderna. Dal 1928 fino allo scoppio della seconda guerra mondiale aumentò l'uso dei trattori ed arrivò nel 1939 in tutta la provincia modenese ad un totale di 1.210 esemplari. 
La OCI Fiat (Officina Costruzioni Industriali), specifica per la costruzione di trattori e macchine agricole, impiantata nel 1928 dalla Fiat di Torino su un proiettificio dismesso, la crescente richiesta di trattori, la presenza sul territorio dei diplomati della Regia Scuola Operaia Popolare, fondata nel 1921, misero in moto l'industria meccanica e nel territorio modenese si registrò la nascita di tanti laboratori ed opifici.
Da questi anni in poi la storia di Modena è legata a doppio filo alla storia della Scuola Corni: basti pensare che tra gli anni Trenta e Quaranta del '900 a Modena erano già disponibili lavoratori specializzati pronti a soddisfare le richieste delle nuove industrie che erano sorte, come la Fiat Grandi Motori (che produceva macchine utensili), la Maserati Alfieri (macchine utensili, elettrocarri e macchine da corsa), la Maserati candele e accumulatori (componenti per autoveicoli), la Auto avio costruzioni di Enzo Ferrari (macchine utensili e motori per aerei), la Padana (pullman da turismo) e la Carrozzeria Orlandi, la più antica di tutte. La meccanica affascinava e dava lavoro e alla Scuola Popolare si iscrivevano anche figli di molti contadini.

### La seconda guerra mondiale

Istituto Corni distrutto dai bombardamenti della seconda guerra mondiale

Allo scoppio della seconda guerra mondiale le commesse statali potenziarono il settore bellico, consentendo presto una tumultuosa crescita nella produzione tanto che Modena divenne sulla Via Emilia il terzo polo industriale dopo Bologna e Reggio Emilia. La Oci-Fiat ebbe un forte rilancio producendo, invece che trattori, automezzi militari, bombe e lanciafiamme. I tecnici e capiofficina erano giovani provenienti dalle varie botteghe artigiane e dalla Scuola Corni, ma la manodopera non qualificata era costituita ancora da operai edili e da giovani provenienti dai campi, da braccianti, da mezzadri che in questo modo spopolavano le campagne e l'Appennino, dove non sarebbero tornati nemmeno a guerra finita. 
Arrivarono, poi, i grandi bombardamenti sulla zona industriale dal 14 febbraio 1944 al 18 aprile 1945, furono pesantemente lesionate molte industrie, e quasi tutte furono costrette all'inattività.
Finita la guerra, Modena si ritrovò in una situazione particolarmente grave: le fabbriche erano distrutte, prive di materie prime e perciò ferme, i trasporti erano impossibili, mancavano i viveri e i disoccupati numerosissimi, circa 42.000 nel 1945. 
Fu allora che il sindaco Alfeo Corassori fece un appello ai modenesi:
I modenesi cominciarono ad applicarsi e ripartirono con pragmatismo, inventiva, senso del dovere e tanto attaccamento alla loro città distrutta. Era cominciata per Modena l’epoca di uomini innamorati della meccanica, progettisti, tecnici, capaci di adeguarsi al mutare delle esigenze, pronti ai cambiamenti, flessibili di fronte alle novità, essi stessi in grado di proporsi con innovazioni di successo, armati di ottimismo, con la vocazione di artigiani imprenditori, strateghi di investimenti graduali basati spesso solo sull’autofinanziamento per “poter dormire tranquilli senza debiti", pronti a discutere tra loro di nuove idee e di nuove soluzioni tecniche. Nel 1953 venne realizzato il Villaggio Artigiano, il primo a Modena e in Italia, per ospitare le prime officine meccaniche costruite accanto alle abitazioni dei proprietari. Modena si avviava a passare da città agricola a centro industriale di rilevanza nazionale per la meccanica

## Curiosità

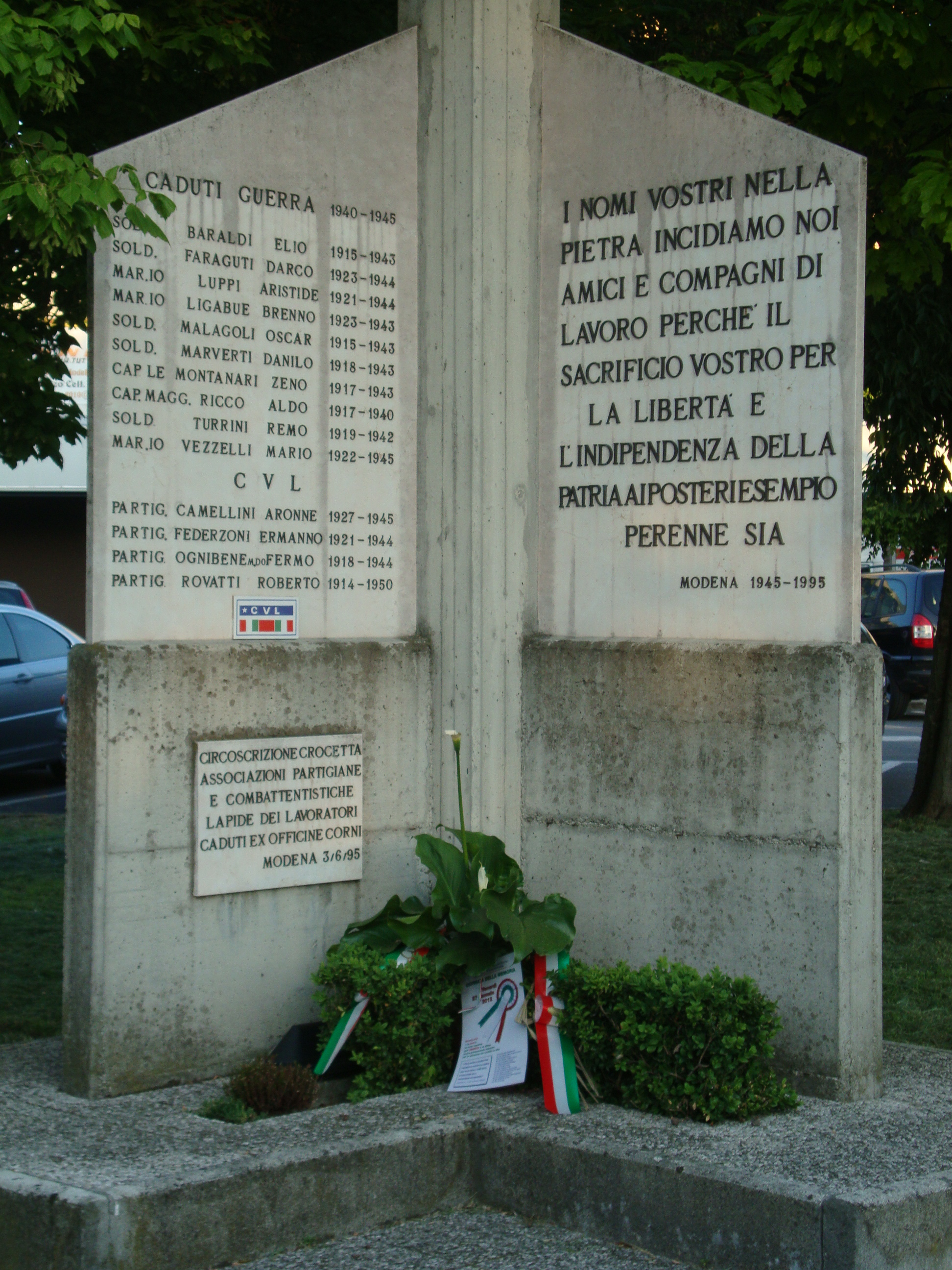
Cippo intitolato ai caduti delle ex officine Corni a Modena

- A Modena, nel quartiere Sacca all'incrocio tra Via Canaletto e Via delle Suore c'era dal 1910 lo stabilimento "Corni" (fonderia, fabbrica di serrature, di pezzi per ferrovie, automobili, macchine agricole, ...). Oggi non esiste più in quanto è stato abbattuto. Di fronte alle ex-officine sorge un centro commerciale nel cui piazzale si eleva un Sacrario eretto per salvare la Lapide dei Lavoratori caduti dell'ex-officine Corni. Il monumento, a forma di libro aperto con una base in cemento e una stele centrale a base quadrata che fa da sostegno a due lapidi di marmo, è stato eretto al termine della seconda guerra mondiale per ricordare chi tra gli operai delle Officine Corni era caduto nella lotta partigiana. L'epigrafe recita:

- A Roma è presente una strada intitolata a Fermo Corni, nel quartiere Ponte Mammolo.
- Ogni anno dal 2004 viene consegnato il premio "Fermo Corni" presso l'auditorium dell'istituto all'interno della sede di via Leonardo da Vinci. Il riconoscimento è rivolto a coloro che, dopo aver frequentato uno degli indirizzi degli Istituti Corni, si sono particolarmente distinti nella propria carriera lavorativa. L'ultimo premio è stato consegnato il 21/04/2012 a Franco Bellei[collegamento interrotto] per gli alti meriti in campo bancario. L'iniziativa è promossa da "Amici del Corni"[7], un'associazione culturale nata nel 1999 e composta da ex-studenti ed ex-docenti degli Istituti Corni. Durante la manifestazione sono state assegnate anche delle borse di studio agli alunni più meritevoli che frequentano attualmente l'Istituto Tecnico Industriale Fermo Corni. Altri ex-studenti premiati negli anni passati sono stati Piero Ferrari, Giuseppe Panini, Mario Zucchelli.